# Phalanger pelengensis
Phalanger pelengensis (Engels: Banggai Cuscus) is een zoogdier uit de familie van de koeskoezen (Phalangeridae). De wetenschappelijke naam van de soort werd voor het eerst geldig gepubliceerd door Tate in 1945.

## Beschrijving
De soort is endemisch in Indonesië en komt daar voor op de eilanden van de Soela-archipel en op de Banggai-eilanden (waaronder Peleng) ten oosten van Celebes.

## Taxonomie
De soort werd voorheen tot het geslacht Strigocuscus gerekend, maar uit genetisch onderzoek bleek dat het nauwer verwant was aan de echte koeskoezen en werd vervolgens in het geslacht Phalanger geplaatst.
Er worden twee ondersoorten erkend:
- Phalanger pelengensis pelengensis (Tate, 1945) – komt voor op de Banggai-eilanden (Peleng).
- Phalanger pelengensis mendeni (Feiler, 1978) – komt voor op de Soela-eilanden.